# Abel Posse
Abel Ernesto Parentini Posse, né le 7 janvier 1934 à Córdoba et mort le 14 avril 2023 à Buenos Aires, est un écrivain, diplomate et journaliste argentin. Il a écrit 14 romans, 5 essais et plusieurs contes et poèmes. 

## Biographie
Abel Posse a exercé des fonctions diplomatiques sans interruption de 1966 à 2004. Après avoir étudié le droit à Buenos Aires et les sciences politiques à Paris, à la Sorbonne, Posse est retourné à Buenos Aires, où il a travaillé comme avocat pendant plusieurs années. Il a été nommé dans le service diplomatique des affaires extérieures en 1965. Il a vécu dans les ambassades de Moscou de 1966 à 1969 et Lima de 1969 à 1971, il a été le consul général à Venise de 1973 à 1979, puis directeur du centre culturel argentin de Paris de 1981 à 1985, avant d'être envoyé à l'ambassade de Tel-Aviv de 1985 à 1988. Le président Carlos Menem lui a confirmé son titre d'ambassadeur en 1990, fonction qu'il exercera en Tchécoslovaquie de 1990 à 1992, en république tchèque de 1992 à 1996, au Pérou de 1998 à 2000, au Danemark de 2000 à 2002, à l'UNESCO en 2002 et en Espagne de 2002 à 2004.

## Prix
Abel Posse obtient le prix Konex en 1994.

## Romans
- Los bogavantes (1970)
- La boca del tigre (1971)
- Daimón (1978)
- Momento de morir (1979)
- Los perros del paraíso (1983)
- Los demonios ocultos (1987)
- La reina del Plata (1988)
- El viajero de Agartha (1989)
- El largo atardecer del caminante (1992)
- La pasión según Eva (1994)
- Los cuadernos de Praga (1998)
- El inquietante día de la vida (2001)
- Cuando muere el hijo (2009)
- Noche de lobos (2011)

## Essais
- Biblioteca esencial (1991)
- Argentina, el gran viraje (2000)
- El eclipse argentino. De la enfermedad colectiva al renacimiento (2003)
- En letra grande (2005)
- La santa locura de los argentinos (2006)

## Poésie
- « Invocación al fantasma de mi infancia muerta », El Mundo, Buenos Aires, 13 mars 1959.
- « En la tumba de Georg Trakl », Eco, Revista de la cultura de Occidente, Bogotá, n° 25, mai 1962, p. 35-37.
- « Georg Trakl 1887-1914 », La Gaceta, San Miguel de Tucumán, 1er février 1987.
- Celebración del desamparo, 1970 (inédit).
- Celebración de Machu Pichu (1977)

## Contes
- « Cuando el águila desaparece », La Nación, 17 août 1989.
- « Paz en guerra », en Relatos por la paz, Amsterdam, Radio Nacional Holanda, 2000, p. 67-75.

## Traductions
- Martín Heidegger, El sendero del campo, traduction de Sabine Langenheim et Abel Posse, Rosario, Editorial La Ventana, 1979, 58 p.